# Convergência evolutiva
| Convergência evolutiva |
| --- |
| |
| Estes dois gêneros de plantas suculentas, Euphorbia e Astrophytum, são apenas parentes distantes, mas convergiram independentemente para um formato bastante semelhante. |

Convergência evolutiva ou evolução convergente é um fenômeno evolutivo observado em seres vivos quando estes desenvolvem características semelhantes de origens diferentes. Ou seja, é quando um caráter semelhante evolui independentemente em duas espécies, não sendo encontrado no ancestral comum delas. Este fenômeno ocorre devido à  seleção natural, quando mutações que geram adaptações morfológicas, fisiológicas e até comportamentais mais adequadas para um determinado ambiente conferem uma vantagem para a sobrevivência e reprodução. A seleção natural também irá atuar, selecionando negativamente, aquelas mutações que não forem adaptativas, reduzindo assim o valor adaptativo do organismo. Com isso, aqueles organismos que vivem em habitat ou possuem hábitos de vida semelhante, irão compartilhar características análogas semelhantes, que os tornam capazes de sobreviver àquelas condições.
Características resultantes de evolução convergente são chamadas de estruturas análogas, já aquelas características semelhantes que não evoluíram independentemente são chamadas de homólogas. Homologias apresentam a mesma origem ontogenética e filogenética, já as analogias apresentam a mesma função mas não estão relacionadas evolutivamente.
Um exemplo famoso de convergência evolutiva é a forma do corpo de golfinhos, ictiossauros e peixes. Todos são animais marinhos dotados de nadadeiras e barbatanas. Porém, os golfinhos são mamíferos, cujo ancestral direto era dotado de membros adaptados ao meio terrestre, os ictiossauros são descendentes de répteis Diapsidas, enquanto os peixes possuem ancestrais marinhos, cujas nadadeiras são fruto de um longo processo de construção a partir de um modelo de corpo vermiforme sem membros articulados. Portanto, apesar de apresentarem estruturas semelhantes, elas tiveram origens muito diferentes, e foram selecionadas por serem formas muito apropriadas à natação.

## ConvergênciaVersusDivergência
A convergência ocorre em linhagens distintas, dando origem a adaptações semelhantes naquelas espécies que habitam habitats similares. Ou seja a seleção natural força linhagens distintas que vivem em habitats semelhantes a apresentarem características semelhantes.

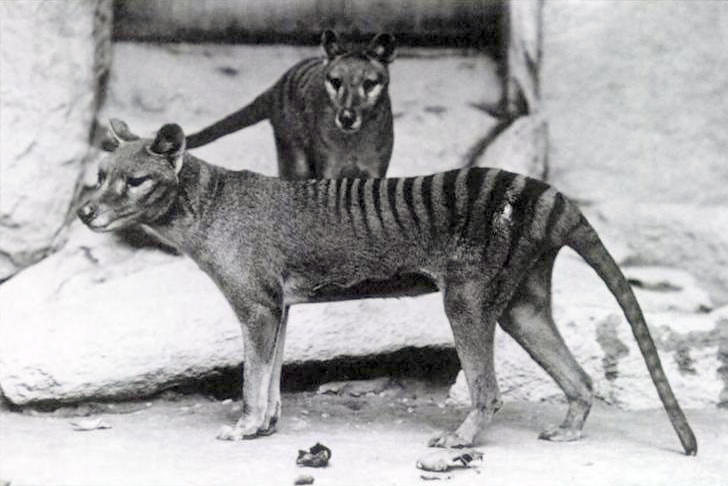
Lobo da Tasmânia, um marsupial extinto na década de 1930.

Um dos principais exemplos de convergência evolutiva, foi aquela que ocorreu entre os mamíferos placentários e os mamíferos marsupiais. Acredita-se que o ancestral comum mais recente de ambos os grupos tenha vivido no cretáceo, a aproximadamente 125 milhões de anos atrás, ou seja, placentários e marsupiais estão evoluindo separadamente há 125 milhões de anos. Houve uma irradiação de marsupiais principalmente na Austrália na América do Sul, enquanto os placentários eram encontrados no resto do mundo. Muitos dos grupos de placentários e marsupiais sofreram a mesma pressão seletiva , devido ao habitat ou a hábitos de vida semelhantes, isso acabou gerando evolução de características similares. Por exemplo, o tigre dente-de-sabre (Smilodon), que evoluiu na América do Norte, apresentava enormes caninos, que eram usados para matar sua presa, rompendo os vasos sanguíneos do pescoço e fechando a traqueia, gerando assim uma morte rápida. Enquanto isso na América do sul, um grupo de marsupiais, evoluiu convergentemente, enormes caninos, que assim como o dos placentários eram eficientes para matar rapidamente sua presa. Esses grandes predadores pertenciam ao gênero Thylacosmilus e são conhecidos também como tigre dentes-de-sabre, porém os Thylacosmilus estão mais próximos filogeneticamente de um canguru do que de um Smilondon. Existem diversos outros exemplos como, o lobo da Tasmânia (Tilacino) marsupial que vivia na Austrália e Nova Guiné e os lobos placentários (Canis), que habitam diversas regiões do mundo. Ambos apresentam uma enormidade de adaptações convergentes, adequadas para uma eficiente predação. Em mamíferos e placentários também surgiu convergentemente a capacidade de habitar o ambiente aquático, no caso dos placentários um exemplo é a lontra (Lontra) , que apresenta um corpo hidrodinâmico, uma longa cauda, membranas interdigitais e uma alimentação baseada em peixes e moluscos, e nos marsupiais um exemplo é a cuíca d'água (Chironectes), que apresenta,assim como a lontra, uma longa cauda, membranas interdigitais nas patas traseiras, além de se alimentar de peixes e moluscos.
Evolução divergente ocorre quando alguns caracteres que apresentam uma origem comum e se divergem ao longo do tempo, dando origem a diversos outros caracteres. Esses caracteres podem ser mudanças anatômicas, fisiológicas, genéticas, dentre outras.

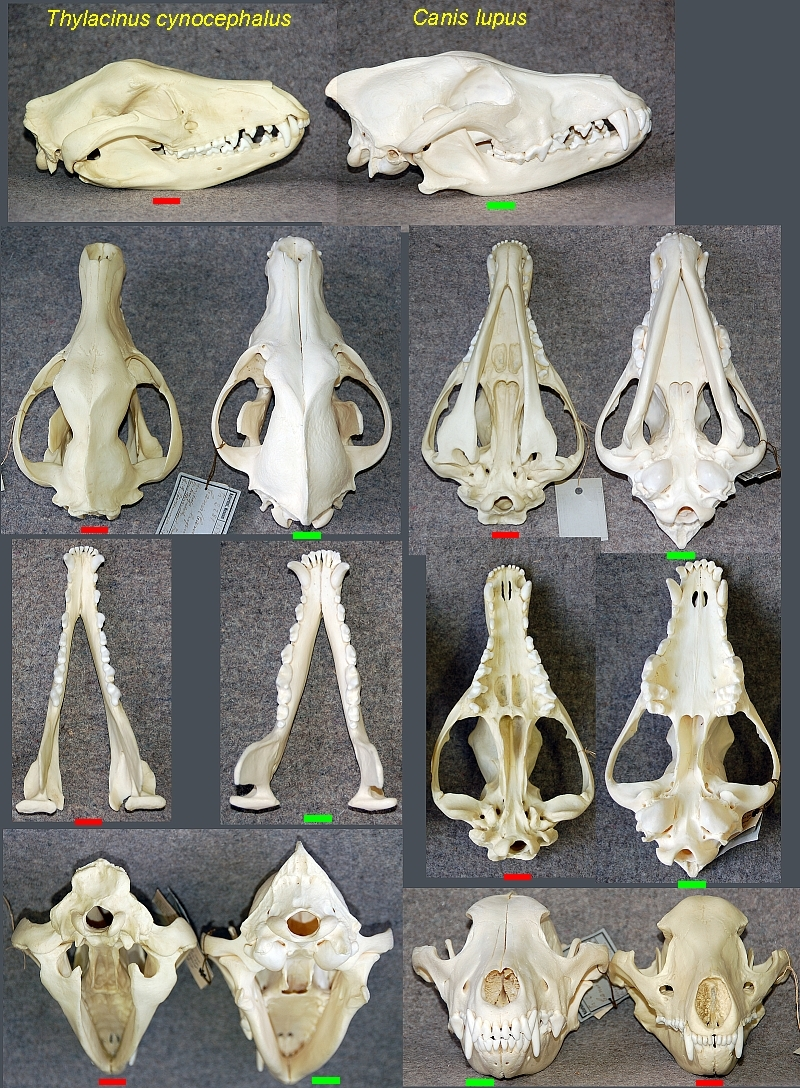
Comparação de um crânio de um lobo placentário(Canis lupus) com um lobo marsupial (Thylacinus cynocephalus). Repare as diversas características convergentes.

Isso ocorre geralmente quando uma espécie ocupa um novo nicho ecológico, com isso a seleção natural irá atuar fortemente sobre a população, aumentando a frequência  de mudanças adaptativas. Diferentes adaptações irão surgir na população, que no princípio mal podem ser percebidos, mas com o passar do tempo, vão se tornando nítidas. Essas diferenças adaptativas irão gerar diferentes subespécies daquela espécie ancestral, até que finalmente, com o passar do tempo, novas espécies terão sido formadas a partir de uma única espécie. Esse é o Princípio da Divergência dos Caracteres, proposto por Charles Darwin.
A competição intra-específica, ou seja entre os indivíduos da mesma espécie, leva à evolução de novas adaptações, que diminuem a intensidade da competição entre os indivíduos. Com o tempo, o ambiente também irá mudar gerando novas adaptações às espécies que estão competindo, gerando assim, uma maior divergência entre as espécies. As diferenças entre as espécies serão tão grandes com o passar do tempo que não ocorrerá o cruzamento entre elas logo,  houve um processo de especiação.
Evolução divergente pode ser usado para explicar a irradiação adaptativa, que se trata de uma "rápido" processo de especiação em que uma espécie ancestral dá origem a novas espécies, cada uma delas com diferentes adaptações , ocupando diferentes nichos ecológicos. Acredita-se que Grande parte da diversidade de vida encontrada hoje deve-se à irradiação adaptativa.
Um dos melhores exemplos de evolução divergente é dos tentilhões de Galápagos, estudados por Charles Darwin. Galápagos é um arquipélago com 58 ilhas localizado no oceano pacífico a aproximadamente mil quilômetros da costa do Equador. Nesse arquipélago, existem atualmente 14 espécies de tentilhões que derivaram de uma espécie ancestral proveniente da América Central ou do Sul que colonizou a ilha a aproximadamente 500 mil anos. Inicialmente devido a seleção intra-específica, aqueles pássaros que apresentassem uma variação no tamanho dos bicos eram selecionados positivamente, já que uma alteração no tamanho do bico gera uma alteração no hábito alimentar, diminuindo assim a competição por alimento. Assim, com o passar do tempo, diversos tamanhos de bico foram evoluindo, gerando novos hábitos alimentares. Essa mudança morfológica do bico, alterou também a vocalização dos pássaros, auxiliando no processo de especiação, visto que fêmeas de determinada espécie atendem ao chamado específico dos machos da sua espécie.

## Princípios de classificação das espécies
|                                                                     |
| Lapas e cracas, convergiram para formas semelhantes de vida séssil. |

Em biologia são usados dois métodos principais para classificar as espécies em grupos, os métodos fenético e filognético. O método fenético usa atributos fenéticos observáveis(forma dos ossos em fósseis, padrão de veias das asas, forma do bico, padrão da plumagem além de número e forma dos cromossomos, semelhança imunológica de proteínas, dentre outras) para agrupar as espécies. Ou seja, se duas espécies se assemelham mais entre si do que uma delas com outra espécie, elas serão agrupadas juntas. Para se classificar espécies fenéticamente não é preciso saber sobre a evolução do grupo, as espécies são agrupadas apenas por Semelhança (filosofia)semelhanças. Já o princípio filogenético é evolutivo, apenas as entidades que apresentam relações evolutivas são agrupadas juntas. Esse princípio se baseia na recentidade com que as espécies compartilham um ancestral comum, se ambas apresentarem um ancestral comum mais recente às duas elas serão agrupadas juntas.

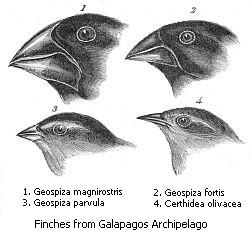
Variação do tamanho do bico nos tentilhões de Galápagos.

Na maioria dos casos biológicos reais, os princípios filogenético e fenético produzem os mesmos grupos classificatórios. Porém em casos de convergência evolutiva, muitas vezes os cladogramas serão diferentes. Por exemplo, ao analisarmos cracas, lapas e lagostas, pelo princípio fenético, agruparíamos cracas e lapas juntas em grupo e as lagostas em outro grupo, pois cracas e lapas são muito similares morfologicamente e apresentam caracteres que evoluíram convergentemente, e ambas não se assemelham com a lagosta. Já se formos agrupar cracas, lapas e lagostas pelo princípio filogenético, cracas e lagostas formariam um grupo e lapas formariam outro grupo, pois cracas e lagostas tem um ancestral comum mais recente do que cracas e lapas, por isso eles ficam junto nessa classificação.
Muitos cladistas rejeitam grupos parafiléticos e polifiléticos, usando apenas grupos monofiléticos para montar cladogramas. Um grupo monofilético é aquele que apresenta todos os descendentes de um ancestral comum, e apenas os descendentes desse ancestral. Um grupo parafilético contém alguns, mas não todos, os descendentes de um ancestral comum; os que são incluídos são aqueles que mudaram pouco em relação à condição ancestral e os excluídos são aqueles que mudaram mais. E um grupo polifilético agrupa descendentes de diferentes ancestrais comuns, esses grupos formam-se quando duas linhagens desenvolvem, convergentemente, condições de caráter semelhantes.Ou seja, são baseados em homoplasias.

## Outros exemplos
Aves
- Os abutres são aves da família Accipitridae, relacionadas com as águias e falcões (Ordem Falconiformes), que se adaptaram a um modo de alimentação necrófaga. Os urubus e condores pertencem à família Cathartidae da Ordem Ciconiiformes e ocupam as funções ecológicas dos abutres e são parecidos com estes, apesar de serem mais aparentados com cegonhas ou garças.
- Os airos do hemisfério Norte e pinguins do hemisfério Sul têm aspectos semelhantes e ocupam o mesmo nicho ecológico, mas são de ordens de aves diferentes.

|                                                                                      |
| Plantas carnívoras: Diferentes métodos de captura e absorção: Convergência evolutiva |

Mamíferos
- Os ratos-cangurus evoluíram convergentemente nos desertos da Austrália, América do norte e África. Todos os 3 grupos apresentam adaptações ao deserto como, corpo arredondado, longas patas traseiras, cauda longa e fina, salto bípede, hábitos noturnos, são comedores de sementes além do que apresentam a característica de se enterrarem.
- Morcegos, algumas baleias e mussaranhos apresentam um sistema de eco-localização por sonar, usado para navegação e localização de presas. Estudos moleculares mostram que essa característica evoluiu independentemente nos 3 grupos, e que pode ter evoluído independentemente dentro de alguns grupos de morcegos.
- Suínos possuem estrutura semelhante de focinho que a de Tatus e outros animais que farejam e buscam por alimentos debaixo da terra.
- Canideos como o Graxain e a  Raposa-do-campo se assemelham as raposas verdadeiras do gênero  Vulpes devido  terem um modo de vida semelhante.

Repteis
- O Pelycosaurios e o Ctenosauriscideos, répteis extintos, eram muito semelhantes um com o outro, pois ambos apresentavam uma barbatana em forma de vela nas costas. Porém os Pelycos

- Os grande lagartos Teiús da America do Sul tem convergido na forma e ecologia dos lagartos-monitores, porém não existem lagartos monitores na America do Sul.

Peixes
- Os peixes-voadores podem voar até a 400 metros e atingir velocidades de 70 km/h, para fugir de predadores. Essa capacidade de voar surgiu independentemente nas aves, mamíferos, insetos e peixes.
- O peixe lançador de areia e o camaleão evoluíram convergentemente a capacidade de realizar movimentos oculares independentes.

Anfíbios
- Salamandras Plethodontidae e Camaleões desenvolveram convergentemente uma língua em forma de arpão para capturar insetos.
- Cecílias e as cobras perderam as pernas convergentemente, pois as cecílias são anfíbios e as cobras são répteis.

Artrópodes
- Os órgãos de olfato do caranguejo comedor de coco são similares aos órgão olfativos dos insetos, porém ambos surgiram independentemente em cada linhagem.
- Produção de seda surgiu convergentemente em diversos grupos como, aranhas, bicho-da-seda, larva de tricópteros e na formiga tecelã.

Moluscos
- Bexigas natatórias evoluíram independentemente em peixes, polvos fêmeas e nos sifonóforos.
- Propulsão a jato em lulas e vieiras, esses dois grupos apresentam a capacidade de esguichar a água através dos seus corpos para se movimentarem, porém o fazem de forma muito diferente. Revelando uma evolução convergente.

Plantas
- Espinhos e acúleos apresentam a mesma função, proteção da planta evitando a herbivoria, porém ambos surgiram independentemente algumas vezes durante a evolução das plantas.
- Algumas dicotiledôneas e monocotiledôneas sob estresse são capazes de formar órgãos subterrâneos, como rizomas, bulbos e tubérculos, para armazenar água e nutrientes até as condições melhorarem. Como essa característica provavelmente não estava presente no ancestral comum mais recente, é uma convergência.
- Plantas insetivoras evoluíram independentemente pelo menos 7 vezes, desenvolvendo diferentes armadilhas para capturar os insetos e absorver os nutrientes que estão escassos no solo.